# 금장

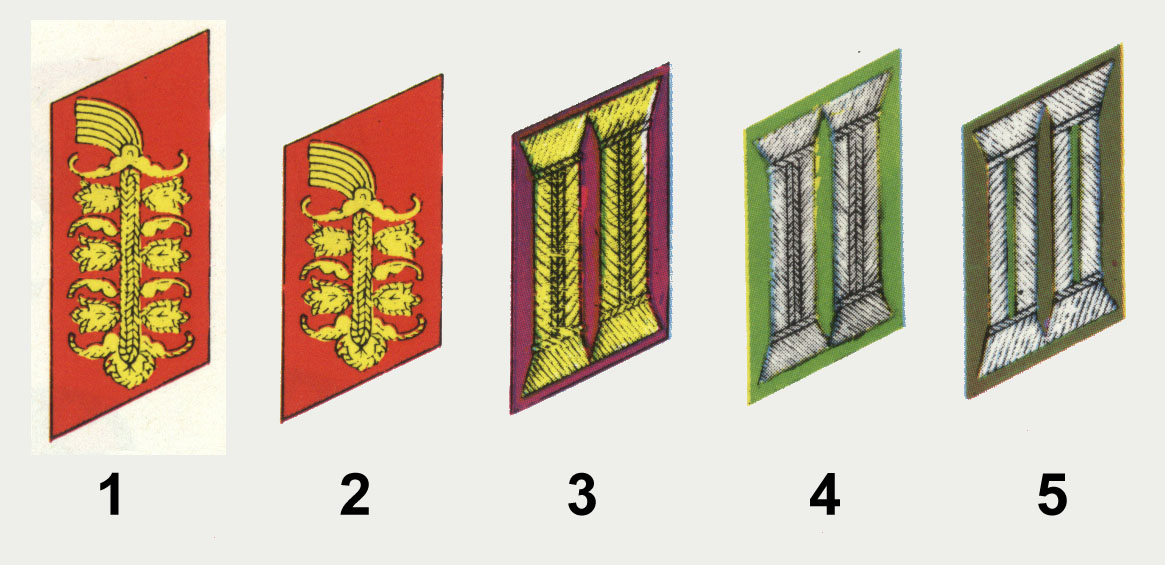
독일 국방군 육군 장교 금장. 왼쪽부터 원수, 장성, 장교, 기갑척탄병, 경보병.

금장(襟章)은 기장의 일종으로, 제복의 깃에 부착한다.
금장은 본래 서양 갑옷 일습의 목둘레 부품인 고지트에 붙이는 것에서 유래했다. 군사 및 민사 계급 표시용으로 금장을 사용하는 국가로는 오스트리아, 오스트레일리아, 방글라데시, 캐나다, 프랑스, 독일, 홍콩, 인도. 이탈리아, 네팔, 러시아, 스리랑카, 스위스, 영국 등이 있다.